# Majuro
Pronunciação
Majuro (pronunciado em português: [maˈʒuɾu]; pronunciado em inglês: [ˈmædʒəroʊ]; em marshallino: Mājro, pronunciado: [mʲæzʲ(ɛ͡ʌ)rˠɤ͡oo̯]) é o maior atol, considerado a capital das Ilhas Marshall, estando os edifícios governamentais localizados nas comunidades conjuntas de Delap-Uliga-Darrit, no atol. Construída sobre um atól de 64 ilhas, a cidade tem porto e aeroporto internacional. O centro de maior população são as comunidades Dalap–Uliga–Darrit (ou D.U.D.), localizadas no ponto oriental do atol. 
A Universidade das Ilhas Marshall está também no extremo oriental.
A população é de 25 400 habitantes (dados de 2004). O atol tem uma superfície de apenas 9,7 km², mas tem uma lagoa de 295 km².

Durante a Segunda Guerra Mundial, em 30 de janeiro de 1944, tropas dos Estados Unidos invadiram Majuro, que se encontrava ocupada pelos Japoneses.

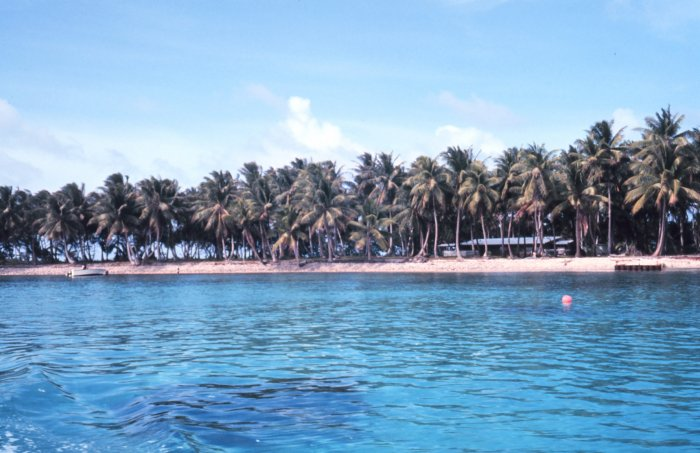
Majuro, linha de costa (1973)

## Cidade geminada
- Taipé,  República da China